# 아름다운 엄마
《아름다운 엄마》는 2017년에 개봉한 대한민국의 멜로/로맨스 영화다.

## 같이 보기
- 정사 : 친구의 엄마